# Cairo Motor
Cairo Motor Co., Ltd. war ein Automobilhersteller und -händler in Ägypten. 

## Geschichte
Das Unternehmen wurde im Jahre 1908 von Edmund Flower gegründet und verkaufte zunächst Marken wie Rover und Napier. Schon wenig später erhielt Flower von Ford eine Konzession für Ägypten, den Sudan, Palästina, Syrien und Zypern.
Neville und Raymond Flower – die beiden Söhne des Unternehmensgründer – erhielten Ende der 1940er Jahre zudem die Konzession von Rolls-Royce und Bentley für den gesamten Nahen Osten. Bereits 1951 war Ägypten der größte Exportmarkt für Rolls-Royce. Gleichzeitig wurden von Cairo Motor CKD-Bausätze von Austin- und Morris-Modellen montiert.
Zwischen 1954 und 1956 wurden eigenständige Fahrzeuge hergestellt und als Phoenix vermarktet.

## Modelle
Durch seine Motorsportaktivitäten hatte Raymond Flower in London Gordon Bedson kennengelernt, der für Flower ein Rohrrahmenchassis entwarf, aus dem mit einer handgefertigten Karosserie ein kleiner Sportwagen entstand. Von diesem Modell – Phoenix Flamebird genannt – wurde je nach Quelle entweder rund ein Dutzend oder 30 hergestellt und verkauft.
Zudem entwarf Bedson einen Zweisitzer, der Phoenix 2SR6 (manchmal auch SR150) genannt wurde. Bei der Motorisierung entschied man sich für einen 2-Liter-Motor. Das 1955 in Alexandria montierte Fahrzeug sollte 1956 in Le Mans starten., wozu es aber aufgrund der politischen Umstände nicht kam.
Wegen der Suezkrise musste die Familie Flower Ägypten verlassen. Raymond Flower führte seine Geschäfte auch im britischen Exil weiter. Zusammen mit dem Ingenieur Henry Meadows entwickelte er den Frisky, der es im September 1958 in die Serienproduktion schaffte.